# ニューマーケット・フィルムズ
ニューマーケット・フィルムズ はかつて存在したアメリカ合衆国の映画製作・配給会社で、ニューマーケット・キャピタル・グループの子会社にあたる。この会社は個人が所有するインディペント映画の製作・配給会社であり、様々な映画の取得・製作・配給に向けて力を注いできた。製作に携わった作品にはクリストファー・ノーラン監督の『メメント』や『プレステージなどがあり、北米での配給に携わった作品には 『パッション』、『クジラの島の少女』、『モンスター』、『ドニー・ダーコ』などがある。1994年クリス・ボールとウィル・タイアによって設立され、重役としてクリス・カルフーン、レネ・コーガン、ジョン・クリューとロバート・フィヴォメントが採用された。2009年この会社はEMGに買収された。

## 関わった作品
- アレクサンドリア Agora
- クルーエル・インテンションズ Cruel Intentions
- プロムナイト Prom Night（アライアンス・フィルムズ（英語版）とオリジナル・フィルムとの共同制作）
- en:The Chumscrubber（Go Fish Pictures, El Camino Pictures, Equity Pictures and L.B. Laurence Bender Productionsとの共同制作）
- ドニー・ダーコ Donnie Darko（パンドラとの共同制作。DVD販売は20世紀フォックス ホーム エンターテイメントが担当）
- 大統領暗殺 Death of a President
- アーネスト式プロポーズ The Importance of Being Earnest
- リリア 4-ever Lilya 4-ever
- en:God Grew Tired of Us
- メメント Memento（サミット・エンターテインメントとの共同制作）
- ザ・メキシカン The Mexican
- モンスター Monster（DEJ ProductionsとMedia 8 Entertainmentとの共同制作）
- マイ・ビッグ・ファット・ウェディング My Big Fat Greek Wedding
- しあわせな孤独 Open Hearts
- パッション The Passion of the Christ（アイコン・プロダクションズ（英語版）との共同制作)
- Real Women Have Curves
- Silver City
- ザ・スカルズ/髑髏の誓い The Skulls
- 9-ナイン en:The Nines（デスティネーション・フィルムズとの共同制作）
- SPUN スパン Spun
- トプシー・ターヴィー Topsy Turvy
- ユージュアル・サスペクツ The Usual Suspects
- クジラの島の少女 Whale Rider
- 天国の口、終りの楽園。 Y tu mamá también
- クリエイション ダーウィンの幻想 Creation